# Vibrio parahaemolyticus

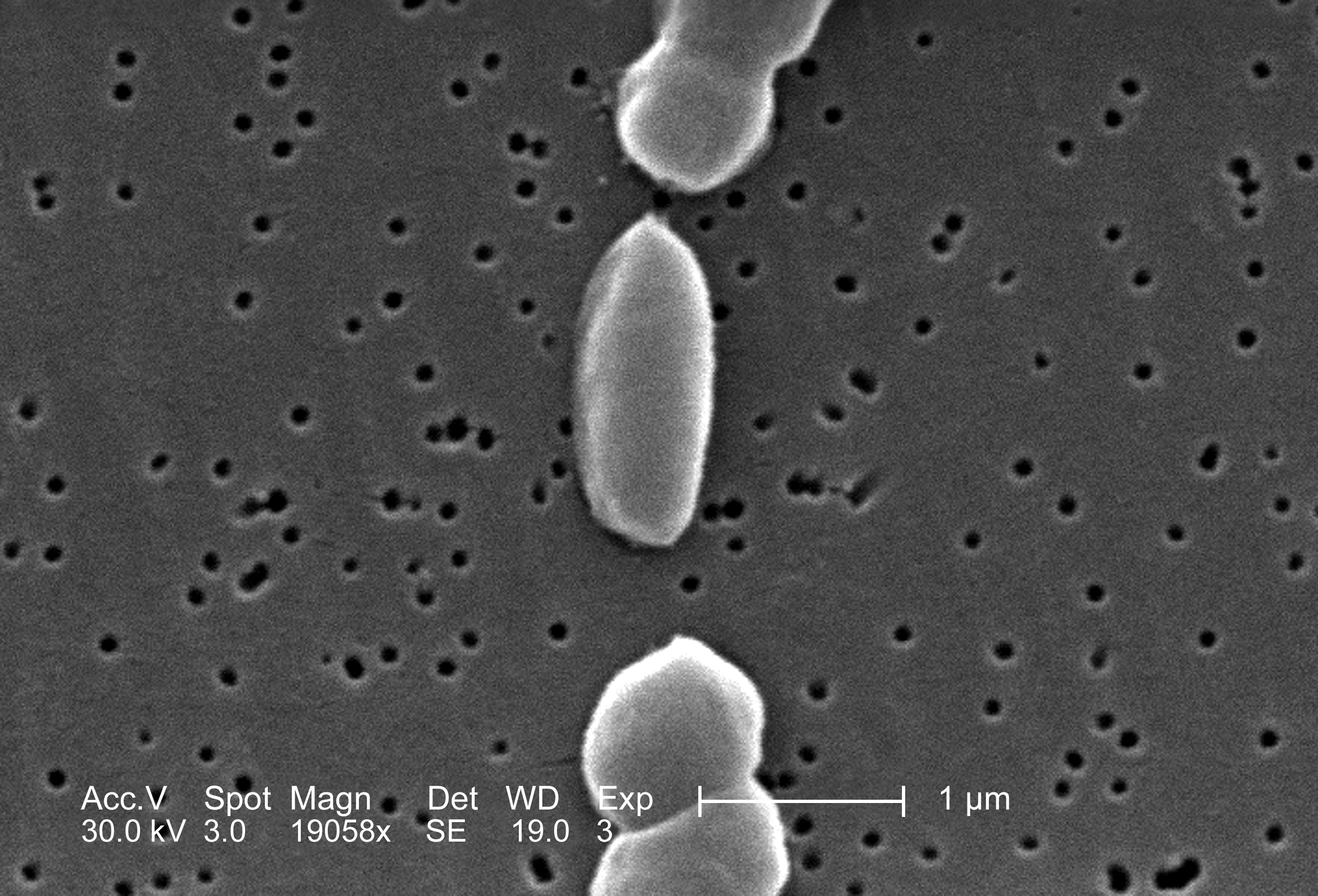
V. parahaemolyticus

Vibrio parahaemolyticus är en halofill gramnegativ bakterie som lever i marina vatten och kustmiljöer. V. parahaemolyticus tillhör samma släkte som V. cholera och V. vulnificus och kan vid en infektion leda till matförgiftning. Bakterien påträffas främst i varma vatten och dess optimala tillväxttemperatur är mellan 30 och 35 grader. Vid temperaturer under 15 grader minskar tillväxten markant och minimumtemperaturen för bakterien är 10 grader. Även salthalten har en viktig roll för bakterien och en optimal salthalt ligger kring 2,5-3%. Just temperaturen och salthalten har stor betydelse för bakteriens utbredning och den är därför vanlig i hav kring till exempel Japan, sydöstra Asien och USA.
V. parahaemolyticus är en stavformad bakterie som kan leva som frilevande eller fastvuxen på ytor, men som också förekommer i fisk och skaldjur. Förutom fisk och skaldjur kan bakterien infektera människor. En frilevande V. parahaemolyticus har en polär flagell som underlättar förflyttning i vattenmiljöer. De som inte är frilevande har istället ett flertal mindre laterala flageller utmed sidorna. Dessa flageller hjälper bakterien att förflytta sig på ytor och i miljöer med hög viskositet. En frilevande V. parahemolyticus som ska fästa till en yta kan differentieras så att den polära flagellen ersätts med flera mindre laterala flageller.

## Symptom
Den vanligaste smittokällan till människa är via råa eller underkokta fisk och skaldjur som till exempel ostron, kräftor och räkor. En infektion med V. parahaemolyticus kan leda till matförgiftning där vanliga symptom är diarré, illamående, magsmärtor, kräkningar, feber och huvudvärk. Symptomen uppkommer oftast inom 4-30 timmar efter födointaget.
Det finns flera rekommendationer för att förhindra risken att drabbas av en infektion. Dessa är till exempel att inte äta rå fisk eller råa skaldjur samt att förvara dessa livsmedel i kyla. Detta eftersom bakterien kan tillväxa i normal rumstemperatur och då förekomma i tillräckligt stor mängd för att ge upphov till en infektion. Kylförvaring är därför viktigt för både rå och tillagad fisk och skaldjur. 
V. parahaemolyticus är en anmälningspliktig sjukdom vilket innebär att infektionsfall av bakterien ska rapporteras till smittskyddsläkare i det aktuella landstinget samt till Folkhälsomyndigheten.

## Historia
V. parahaemolyticus upptäcktes 1950 i samband med ett stort utbrott av matförgiftning i Osaka i Japan. Detta utbrott orsakade åtminstone 272 fall av akut matförgiftning och 20 dödsfall. Bakterien som identifierades namngavs till att börja med till Pasteurella parahaemolyticus innan den bestämdes tillhöra släktet Vibrio och slutligen år 1963 namngavs till V. parahaemolyticus.
Bakterien har orsakat ett flertal större utbrott genom åren och under slutet av 1990-talet var det en av de vanligaste orsakerna till matförgiftning i Japan. Utbrotten har dock minskat under de senaste åren, detta tack vare bättre kunskap, hygien och förvaring av fisk och skaldjur.

## Virulensfaktorer
V. parahaemolyticus har ett flertal olika virulensfaktorer som hjälper bakterien att invadera och kolonisera värdceller. En av de första och viktigaste utgörs av adesiner, dessa proteiner finns till exempel på bakteriernas yta och hjälper dem att fästa till värdceller. Adesinerna kan i vissa fall frisättas extracellulärt och bilda en länk som underlättar bindning till en värdcell. En av de viktigaste adesinerna är MAM7 (multivalent adhesion molecule 7). MAM 7 interagerar med ytproteinet fibronectin och fosfolipider i plasmamembranet på värdcellen. MAM7 är inte bara ett viktigt protein för V. parahaemolyticus utan är vanligt förekommande hos ett flertal andra gramnegativa bakterier som exempelvis V. cholera och Yersinia pseudotuberculosis. Förutom att MAM7 underlättar för bakterierna att binda till och infektera värdceller underlättar proteinet även för andra virulensfaktorer som till exempel T3SS (type III secretion system).
T3SS hjälper bakterien att överföra bakteriella proteiner direkt till en värdcells cytoplasma. Detta sker utan att de bakteriella proteinerna först behöver passera den extracellulära miljön. Det finns en mängd olika bakteriella proteiner som ingår i T3SS och några vanliga mål för dem är exempelvis värdcellens cytoskelett, signaler i det medfödda immunsystemet och autofagi. T3SS kan delas in i två olika delar, T3SS1 och T3SS2. T3SS2 har noterats i alla de kliniska isolat av V. parahaemolyticus som orsakat sjukdom hos människa och tros därför vara en betydelsefull faktor för att infektera människor. 
Ytterligare en viktig virulensfaktor utgörs av de toxiner som V. parahaemolyticus producerar och frisätter. Två av dessa är de hemolytiska proteinerna TDH och TRH. TDH kan förutom att lysera blodceller även skapa en por i eukaryota membran där både vatten och joner kan passera vilket kan vara en av de faktorer som orsakar diarré.

## Detektion
Det finns ett flertal olika metoder för att detektera och identifiera V. parahaemolyticus i till exempel fisk och skaldjur samt för att identifiera en infektion. En vanlig metod är att använda olika berikade och selektiva medium som är specifika för bakterien. Eftersom bakterien naturligt förekommer i haven används ofta medium med ett pH mellan 8,6–9,4 samt en hög salthalt som till exempel alkaline peptone water. Ett selektivt medium som är vanligt förekommande är thiosulphate citrate bile salt sucrose (TCBS). TCBS används ofta för flertalet bakterier inom släktet Vibrio och det kan vara svårt att särskilja V. parahaemolyticus från andra Vibrio-arter på TCBS agar. Därför används ofta istället mediet salt polymyxin broth (SPB) tillsammans med en chromogen agar som innehåller substrat för beta-galaktosidas. På denna typ av agarplatta bildar V. parahaemolyticus lila kolonier som är enkla att urskilja.
PCR (polymerase chain reaction) är en mycket användbar molekylärteknik för att detektera V. parahaemolyticus. Metoden är mycket känslig och specifik och är oftast riktad mot de specifika TDH och TRH generna i bakterien. Även realtids PCR är en användbar metod som används för att kvantifiera mängden av V. parahaemolyticus i fisk och skaldjur. 

## Metoder för att minska bakterien
För att kontrollera mängden bakterier i fisk och skaldjur finns det åtskilliga metoder där var och en har sina för- och nackdelar. Vilken metod som används beror bland annat på konsumentens preferenser samt vilken påverkan det ger på näringsinnehållet och utseendet/karaktären av råvarorna. Värmebehandling är en av de allra vanligaste metoderna för att reducera eller eliminera bakterier. Ostron behöver till exempel värmas till en innertemperatur på 50˚C för att minska mängden av V. parahaemolyticus tillräckligt mycket för att de inte ska ge upphov till matförgiftning. Förutom att värmebehandla går det även att kyla/frysa fisk och skaldjuren. Frysning vid till exempel -18˚C minskar även det antalet bakterier, detta på grund av att det kan bildas intracellulära iskristaller som kan förstöra cellmembranet och cellvägg. För att förhindra bakterietillväxt är det viktigt att fisk och skaldjur förvaras i kyla. Om de förvaras i en temperatur under 10˚C minskar bakteriernas tillväxt eftersom den lägsta temperaturen som bakterien kan tillväxa i är 10˚C.
Klorering är en kemisk metod som kan användas för att behandla fisk och skaldjur, användningen är dock inte lika vanlig som den var förr. Detta på grund av de hälsorisker som klor kan orsaka, som till exempel respiratoriska skador.
Det finns även biologiska metoder som till exempel probiotika. Probiotika utgörs av levande mikroorganismer som genom olika processer kan konkurrera ut skadliga bakterier och ge fördelaktiga effekter på till exempel hälsan. Probiotika kan till exempel förhindra cell-cell kommunikation mellan bakterieceller eller förhindra att virulensgener kommer till uttryck. Detta kan ske genom att mikroorganismerna producerar inhibitoriska föreningar som exempelvis antibiotika, lytiska enzym eller organiska syror. Probiotika är en fördelaktig metod att använda eftersom det ger kontroll över bakteriemängden i fisk och skaldjur utan att struktur eller konsistens förändras som vid till exempel värmebehandling. Det är därför en bra metod att använda för att kunna konsumera rå fisk och skaldjur utan att risker att drabbas av matförgiftning. 